# 2005年毛利塔尼亞軍事政變
2005年毛里塔尼亞政變，是發生在2005年8月3日在毛里塔尼亞的軍事政變，總統马维亚·乌尔德·西德·艾哈迈德·塔亚被毛里塔尼亞武裝部隊趕下台，取而代之的是由埃利·乌尔德·穆罕默德·瓦勒領導的正義與民主軍事委員會。當時塔亞正在沙特阿拉伯參加國王法赫德的葬禮。憲法公投、議會和總統選舉已安排妥當，政變領導人也發誓不參加任何選舉。軍政府於2007年3月11日總統選舉後結束。 

## 背景
马维亚·乌尔德·西德·艾哈迈德·塔亚自1983統治4年12月一場不流血政變取得政權後一直統治毛利塔尼亞，毛里塔尼亞還曾在2003年6月和2004年8月發生政變企圖。兩次政變企圖都是由Hanenna族群的軍官領導的。政變的動機包括塔亞與美國結盟，並且是阿拉伯世界僅有的三個與以色列建立正式外交關係的國家之一，反對塔亞鎮壓一些反對黨和他偶爾進行的軍事清洗。

## 政變
2005年8月3日，當塔亞前往沙特阿拉伯參加法赫德國王的葬禮時，總統衛隊成員包圍了總統府和其他重要部門。整個首都聽到槍聲。政變領導人控制了國營廣播和電視台。在毛里塔尼亞電視台的官方消息中，政變領導人宣布：“武裝部隊和安全部隊一致決定徹底結束過去幾年中我們的人民在其下遭受巨大苦難的已解散政權的極權主義行為。” 
在國內，政變得到了民眾的支持，首都的一些人按響汽車喇叭表示支持。非洲聯盟表示關切並譴責所有奪取權力的行為。聯合國秘書長科菲·安南“深感不安”，表示他希望和平解決爭端。當時的尼日利亞總統奧盧塞貢·奧巴桑喬譴責政變，稱“在我們的次區域或任何地方容忍軍事治理的日子已經一去不復返了”。

## 事後
政變發生時，塔亞正在返回毛里塔尼亞的飛機上，他被逼降落在尼日爾。他最終前往卡塔爾。現在在卡塔爾軍事學院擔任教師。 
政變後，非洲聯盟要求毛里塔尼亞恢復“憲政秩序”，並暫停毛里塔尼亞在非洲聯盟的成員資格。
毛里塔尼亞軍政府在2007年舉行了公平的總統選舉後結束，西迪·烏爾德·謝赫·阿卜杜拉希當選。毛里塔尼亞在2007年選舉後恢復了非洲聯盟的成員資格。然而，在發現阿卜杜拉希與被認為與基地組織有關的伊斯蘭強硬派開闢了溝通渠道，並利用公共資金在總統府內建造了一座清真寺後，他在2008年的一場政變中被推翻。導致毛里塔尼亞再次被非洲聯盟暫停會員資格。 